# Sture Bergwall

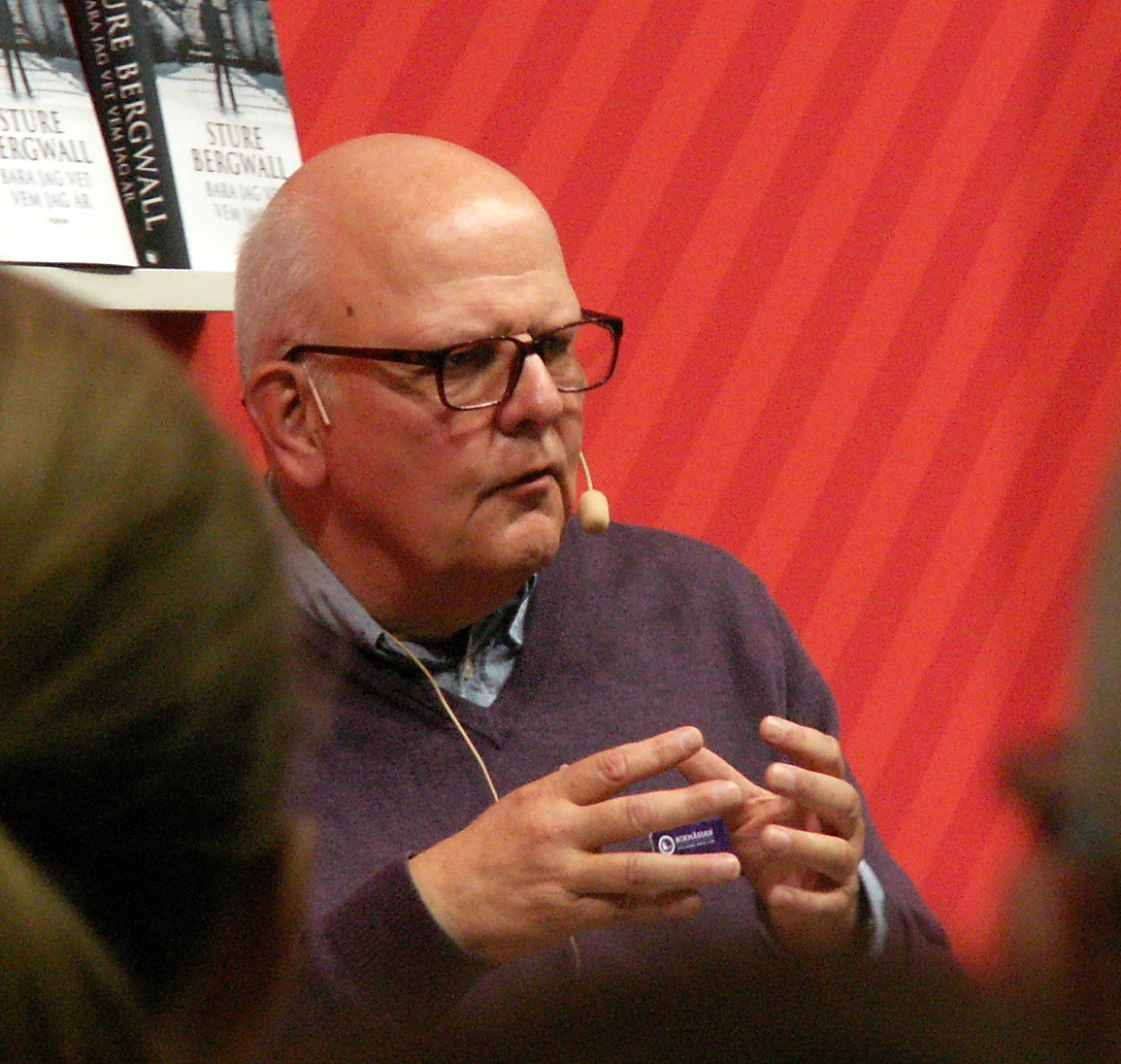
Sture Bergwall, 2016

Sture Bergwall (Falun, 26 april 1950) – alias Thomas Quick – is een Zweed die ten onrechte werd veroordeeld als seriemoordenaar, kinderverkrachter en necrofiel. Deze veroordelingen waren gebaseerd op bekentenissen zonder enig aanvullend bewijs, aan hem ontlokt door politiebeambten toen hij in een psychiatrische kliniek onder de invloed van medicijnen (benzodiazepinen) verkeerde. In juli 2013 werd ook de laatste beschuldiging tegen hem ingetrokken. Hij had toen 22 jaar in een psychiatrisch hospitaal doorgebracht.